# Рибольюш
Рибольюш (порт. Ribolhos)  —  район (фрегезия) в Португалии,  входит в округ Визеу. Является составной частью муниципалитета  Каштру-Дайре. Находится в составе крупной городской агломерации Большое Визеу. По старому административному делению входил в провинцию Бейра-Алта. Входит в экономико-статистический  субрегион Дан-Лафойнш, который входит в Центральный регион. Население составляет 306 человек на 2001 год. Занимает площадь 2,32 км².
Покровителем района считается Андрей Первозванный (порт. Santo André). 